# Cattedrale di Guadix
La cattedrale di Santa María (in spagnolo: catedral de la Encarnación de Guadix) è il principale luogo di culto del comune di Guadix, in Spagna, sede vescovile dell'omonima diocesi.

## Storia
Il tempio fu costruito a partire da un progetto di Diego de Siloé nel luogo dove esisteva la precedente moschea Al-hama che, dopo la riconquista della città, era stata convertita in cattedrale. Va comunque ricordato che la stessa moschea fu costruita sopra un tempio cristiano-visigoto precedente. I lavori subiscono una pausa tra il 1574 e il 1594, quando il vescovo Juan de Fonseca trova i fondi per proseguire con il progetto. Tra la fine del XVII secolo e l'inizio del secolo successivo, i lavori trovano un nuovo impulso, grazie all'aiuto economico del re.

## Arte

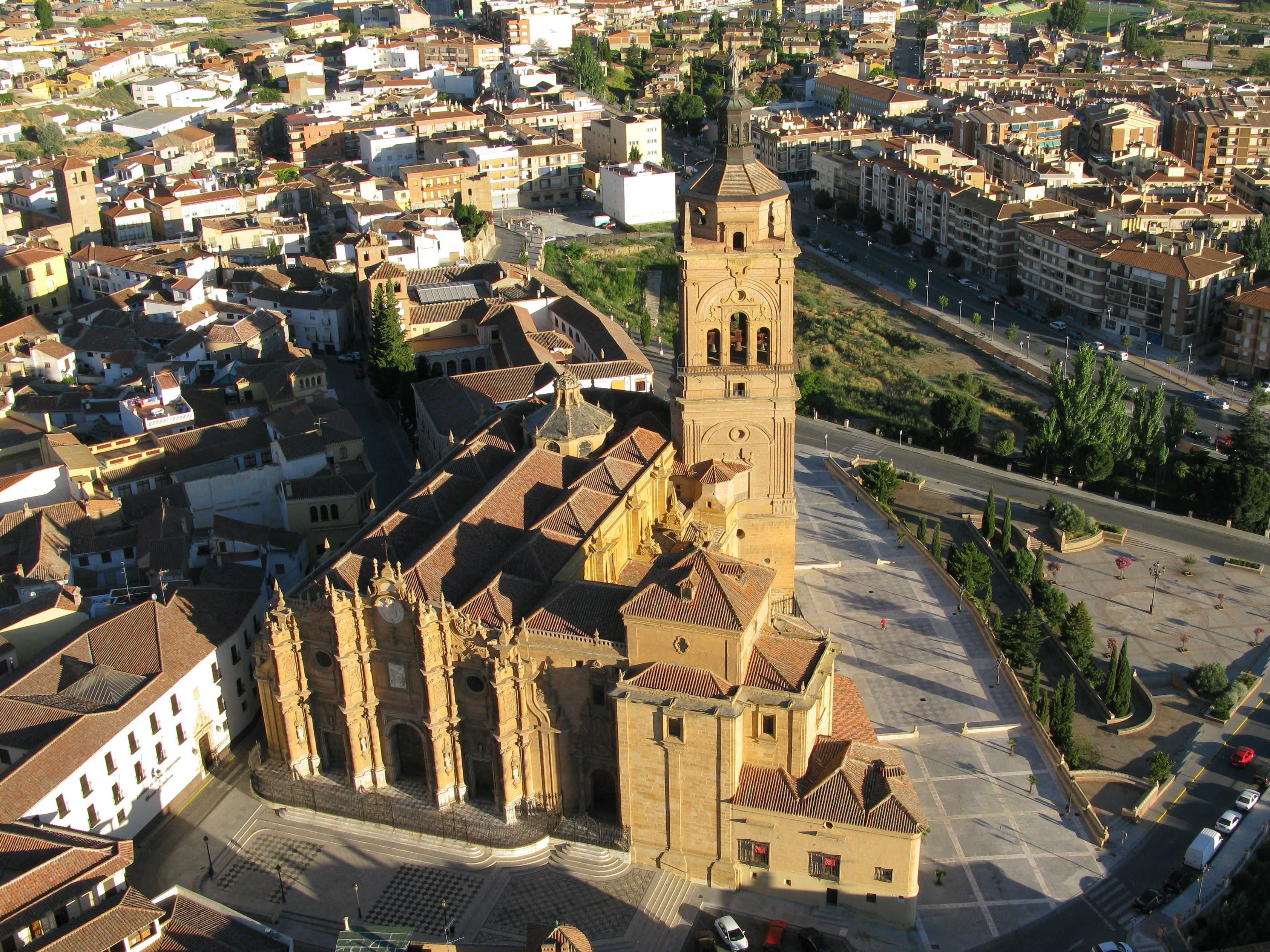
Vista aerea

La facciata della cattedrale è uno stupendo esempio di stile barocco. L'elemento più interessante della cattedrale è il suo volume compatto.